# CAP Tower
La CAP Tower, meglio conosciuta come Torre Mercurio, è un grattacielo di Brescia, il secondo più alto della città.

## Storia
Il grattacielo, progettato dall'ingegnere Andrea Piovani, è stato costruito tra il 1991 e il 1993.

## Descrizione
Si trova di fronte alla fermata Bresciadue della metropolitana cittadina.

### La struttura
La torre, alta 82 m, conta 22 piani. E' munita di portineria diurna, videocitofono e triplo ascensore.